# Кейт Ґерравей
Кейт Мері Ґерравей (англ. Kathryn Mary Garraway; нар. 4 травня 1967) — англійська журналістка, теле- та радіоведуча.

## Фільмографія
- 2017 Lego Фільм: Ніндзяго — камео